# Diluvio (Tanxugueiras)
Diluvio è il terzo album in studio del gruppo musicale spagnolo Tanxugueiras, pubblicato il 29 luglio 2022.

## Tracce
Testi e musiche di Olaia Maneiro Argibay, Sabela Maneiro Argibay, Iago Pico Freire e Aida Tarrio Torrado, eccetto dove indicato.
1. Treboada – 0:39
2. Arica – 3:05
3. Desidia – 3:27
4. Midas – 3:29
5. Pano corado – 3:37
6. Sorora – 3:39
7. Seghadoras – 2:59
8. Averno (feat. Rayden) – 2:34 (Olaia Maneiro Argibay, Sabela Maneiro Argibay, Iago Pico Freire, Aida Tarrio Torrado, Rayden)
9. Figa – 2:41
10. Fame de odio – 3:21
11. Terra – 2:58
12. Acougo – 0:35

## Classifiche
| Classifica (2022) | Posizione massima |
| ----------------- | ----------------- |
| Spagna            | 4                 |